# Rio Aparição
Le rio Aparição (« Apparition ») est un cours d'eau qui baigne l’État de l’Acre, au Brésil.